# ヴェルナッチャ

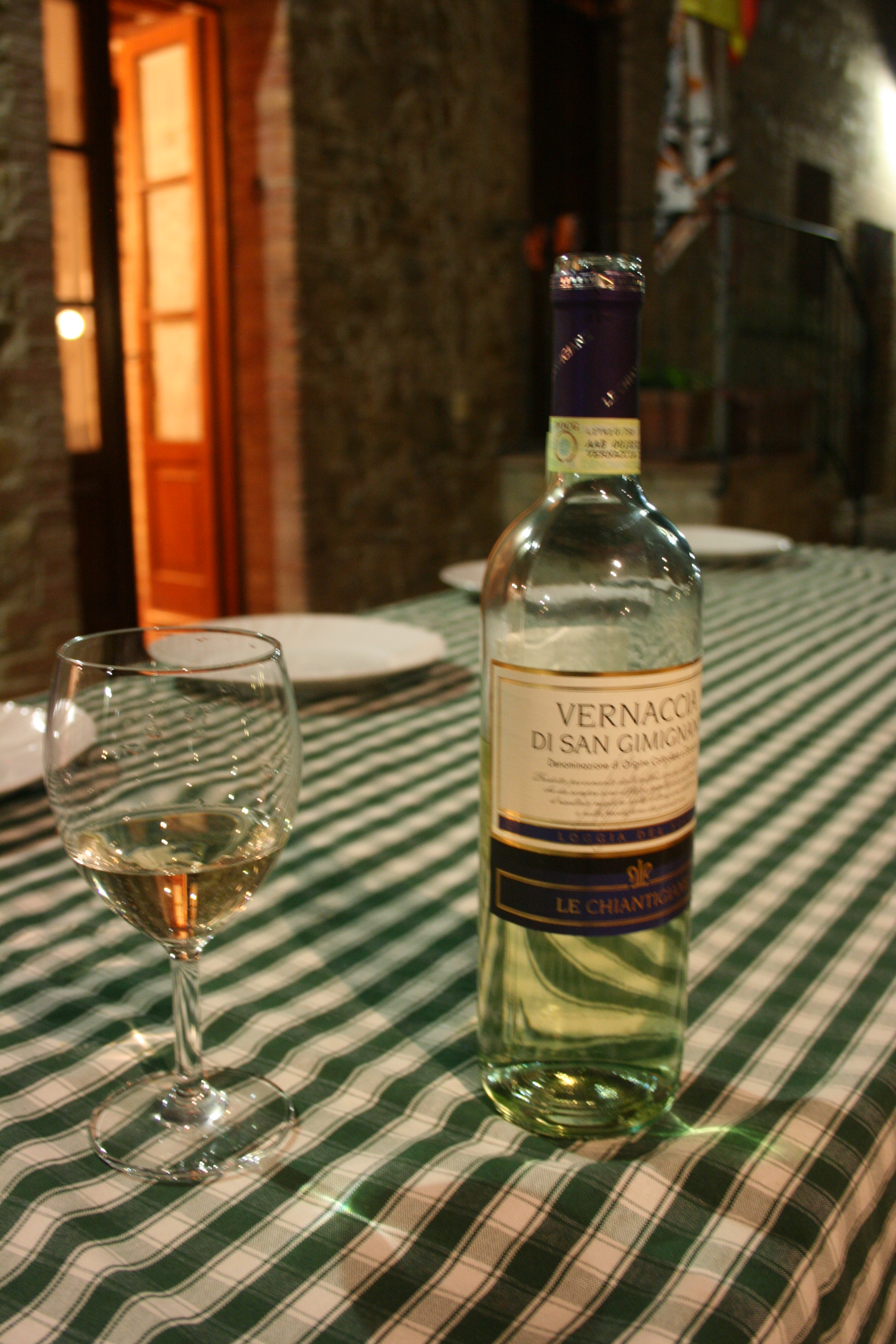
ヴェルナッチャから作ったトスカーナワイン

ヴェルナッチャ(Vernaccia)は多くのイタリアワイン、特にトスカーナのヴェルナッチャ・ディ・サン・ジミニャーノに用いられる白ワイン用のブドウ品種である。ヴェルナッチャは多くのクローン亜種を持つが、サルデーニャのシェリータイプのワインに使用されるヴェルナッチャ・ディ・オリスターノやマルケ州の赤スパークリングワインであるヴェルナッチャ・ディ・セッラペトローナに用いられるヴェルナッチャ・ネーラとは類縁関係にない言われている。これは、Vernacciaという言葉が「その土地固有の」という意味の"vernacular"に由来し、ローカルなブドウの名前に当てられたためという可能性がある。

## 歴史
トスカーナ州のヴェルナッチャは古代からある品種と考えられているが、ワイン学者の間では、このブドウの起源が東ヨーロッパであるか、ギリシアであるか、ローマであるか、意見が分かれている。中世の時代には、Vernageと呼ばれたヴェルナッチャのワインはロンドンで人気を集めた。

## スタイル
ヴェルナッチャ・ディ・サン・ジミニャーノの白ワイン用ブドウは最も知られたヴェルナッチャの亜種で、良い酸味と柑橘感を持つキレの良いワインとなる。トレッビアーノと混合したり、単一品種のワインを作る。